# Rapala litunia
Rapala litunia är en fjärilsart som beskrevs av Hans Fruhstorfer 1912. Rapala litunia ingår i släktet Rapala och familjen juvelvingar. Inga underarter finns listade.